# 橘慶子
橘 慶子（たちばな けいこ、1974年3月15日 - ）は、日本のAV女優。ODDS所属。

## 略歴・人物
2009年5月にデビューした熟女系のAV女優である。

## 出演作品

### アダルトビデオ
2009年
- SOD男子社員が一見地味な巨乳美淑女の「お掃除おばさん」に喰われた! （5月21日、SODクリエイト） ※デビュー作
- 発掘!!!巨乳素人妻 カンパニー松尾、魅惑の素人巨乳女ハメ撮り行脚 （5月29日、光夜蝶）
- 独占!人の妻ワイドスペシャル いじめて、犯して、遠慮しないで! 期待して来たの AVに! （6月11日、アテナ映像）…オムニバス作品 他出演:緑川あずさ、藤原絵里香、新堂ルミ
- 人妻恥悦旅行 モンスターペアレント撃退編 （7月2日、グローリークエスト）
- 前妻の柔肌 （7月7日、マドンナ）
- 透けるエロスカートの義母さん （7月13日、マルクス兄弟）
- 卑猥なマドンナ 慶子 （8月1日、HMJM）
- 躾に溺れた母子相姦 （9月25日、マドンナ）
- 美尻奥さま騎乗位狂い （10月8日、タカラ映像）
- 接吻されながら乳首を舐められたいんです! （10月13日、マルクス兄弟）…オムニバス作品 他出演:鷹宮りょう、高坂保奈美、村上涼子、星優乃、石川鈴華、くるみ、滝川絵理子、細川まり、在佳亜矢
- 継母いじめ （10月25日、マドンナ）
- 団地妻 姦情を押さえきれない子持ち妻たち （10月25日、ビッグモーカル）…オムニバス作品 他出演:新尾きり子、弥生
- 背徳相姦遊戯 嫁の巨尻 #01 （11月10日、グローバルメディアエンテインメント）
- 匂いたつパンストの誘惑 〜ノーパン女医・慶子の艶めかしい美脚〜 （11月25日、マドンナ）
- 熟女の卑猥な接吻と手コキと交尾 （12月10日、センタービレッジ）
- 「熟女の口はもっと嘘をつく。」 熟雌女 anthology #052 （12月18日、アウダースジャパン）
- 貴婦人奴隷 （12月25日、マドンナ）

2010年
- 母乳たれ流しエロ家庭教師 （1月1日、ヴィーナス）
- 筆おろし母 （1月19日、MARIA）…共演:りさこ
- 義母と息子の肉体関係 夫にバレたら… （1月21日、AROUND）…共演:大河内理紗子
- 人妻女教師と生徒の父親 （1月25日、マドンナ）
- 喪服 未亡人の疼き 【三】 （2月18日、アイエナジー）
- 中出しソープ 麗しの熟女湯屋 トリプル母乳ママ ヌルべちょミルク風呂 （3月10日、グローバルメディアエンタテインメント）…共演:結城みさ、矢城小百合
- 義母 慶子 （3月13日、溜池ゴロー）
- 非日常的悶絶遊戯 第百二十章 書道教室に通い始めた奥様、慶子の場合 （4月13日、AVS）
- ばついち 訳ありの女 （4月17日（レンタル）／5月28日、（セル）、クリスタル映像）…オムニバス作品 他出演:五十嵐しのぶ、三咲恭子、篠原恵美、新尾きり子
- 私は痴女 人妻編 奥さん!喰いつき良すぎます （5月15日（レンタル）／6月11日（セル）、クリスタル映像）…オムニバス作品 他出演:宮村恋、さくらい葉菜、持田優美香、水沢史子
- 人妻温泉 癒し系 30 （5月22日（レンタル）／6月25日（セル）、クリスタル映像）…オムニバス作品 他出演:桜井麻美、杉本蘭、北園梓、羽野ありさ